# Daisy Taugelchee
Daisy Taugelchee, née le 4 avril 1909, 1911 ou 1920 et morte le 8 septembre 1990, est une tisserande navajo, artisane majeure du style Two Grey Hills.

## Biographie

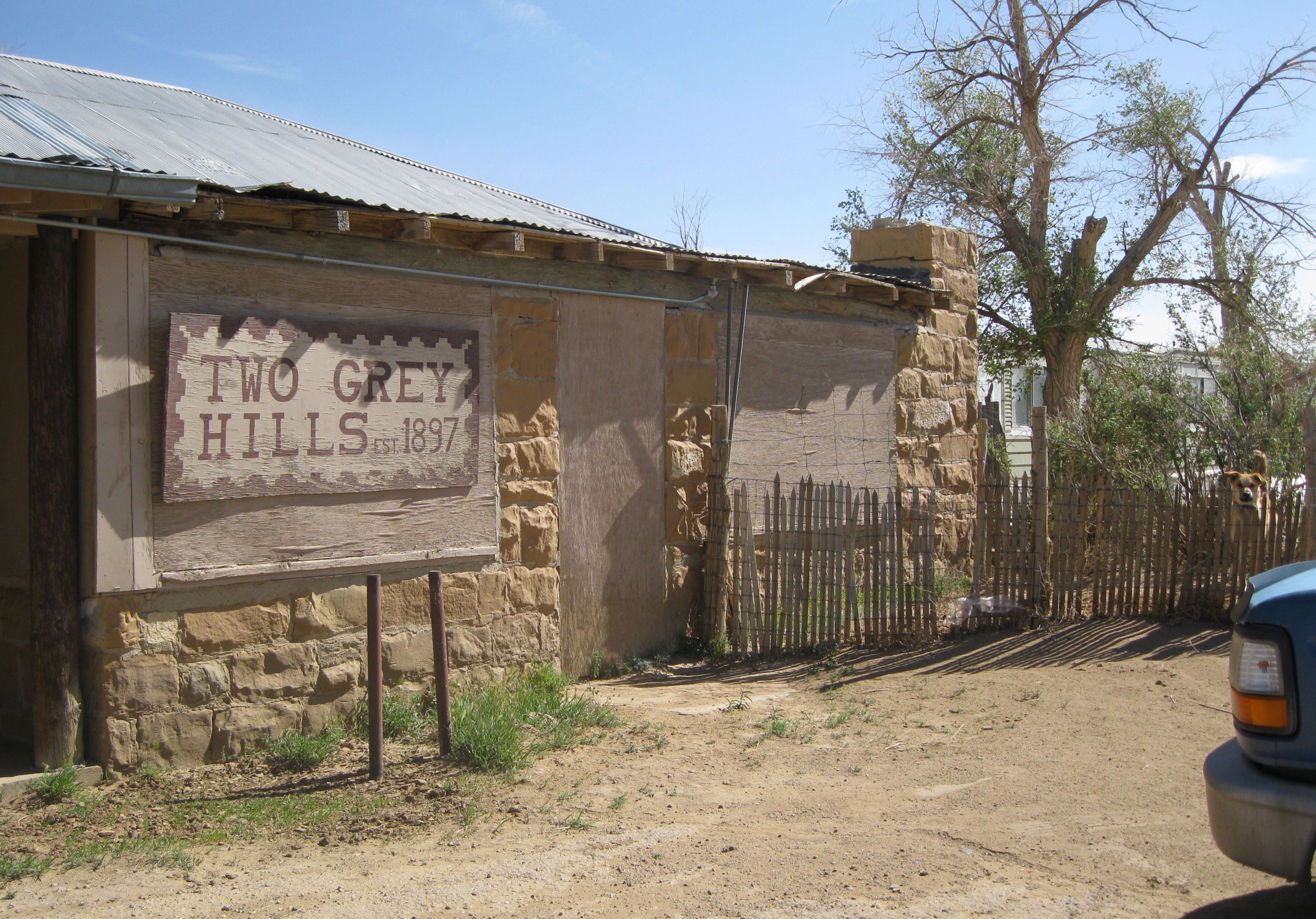
Le poste de traite où les ouvrages de Daisy Taugelchee étaient exclusivement vendus – jusqu'au départ du tenancier Charles Herring, car elle faisait beaucoup moins confiance au repreneur, Fred Carson.

La mère de Daisy Taugelchee meurt en couche alors que celle-ci a six ans. Longtemps simplement connue comme Hastiin Yazhi Bitsi ou Little Man's Daughter, elle grandit à Toadlena près du poste de traite de Bis Dah Łitso (nv) (ou Two Grey Hills) en compagnie de sa grand-mère Sagebrush Hill Woman et de sa tante l'épouse Police Boy, deux tisserandes renommées. Son père, Little Man, meurt alors qu'elle a 11 ans et sa grand-mère également quelques années plus tard.
En rentrant à l'école de Albuquerque Indian School (en), elle se voit renommée en Daisy Marion Yazzie. Après deux ans là-bas, sa scolarité se poursuit pendant deux autres années à la Phoenix Indian School (en).
Dans les années 1920, elle se marie avec Chee Taugelchee.
Durant l'été 1963, tandis qu'elle travaillait au métier à tisser pieds nus, sa maison est frappée par la foudre et brûle. Daisy Taugelchee dit se souvenir s'être réveillée à l'extérieur après-coup, chaussures aux pieds.
Dans ses dernières années avant sa mort en 1990, elle est atteinte par la maladie de Parkinson et finit par cesser de tisser, mais elle aime aider sa belle-fille, Priscilla Taugelchee (née en 1950), dans son travail.

## Œuvre

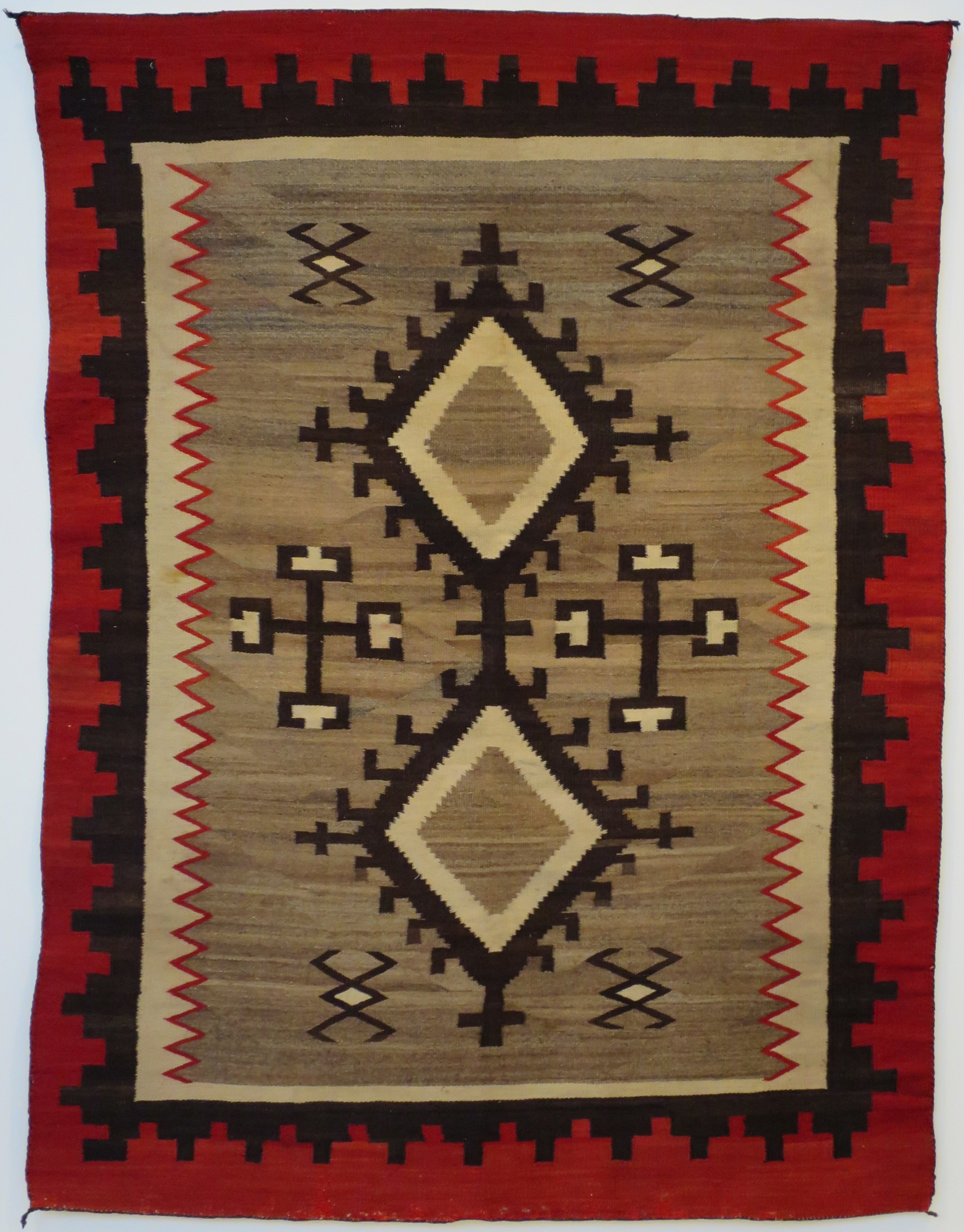
Une couverture dans le style Two Grey Hills, que Daisy Taugelchee a dans l'ensemble fortement influencé.

Taugelchee teint et file son propre fil, et ses ouvrages comptent rarement moins de 110 fils de chaîne par pouce. Elle était une maître du style « Two Grey Hills », qui présente un tissage serré, marqué par des motifs géométriques en diamants et des motifs géometriques en diamant, dents de scie et triangles en laine brune, noire, blanche et écrue sur fond gris, toutes couleurs issues des variétés naturelles de mouton, sauf le noir qui renforcé avec de la teinture végétale. Elle est considérée comme une des plus talentueuses maîtres de son art, ayant remporté des prix tous les ans pendant quatre décennies lors de la foire de Gallup.